# Tiofen
Tiofen, tiofuran – organiczny związek chemiczny z grupy heterocyklicznych związków aromatycznych. Zawiera jeden heteroatom – siarkę. Jest to bezbarwna, ruchliwa ciecz, nierozpuszczalna w wodzie, rozpuszczalna w etanolu i eterze dietylowym. Pod względem właściwości fizycznych zbliżony jest do benzenu. Występuje w smole pogazowej we frakcji benzenowej. Jest stosowany w syntezie organicznej.